# Praktmålla
Praktmålla (Chenopodium giganteum) är en amarantväxtart som beskrevs av David Don. Praktmålla ingår i släktet ogräsmållor, och familjen amarantväxter. Arten förekommer tillfälligt i Sverige, men reproducerar sig inte.

## Bildgalleri

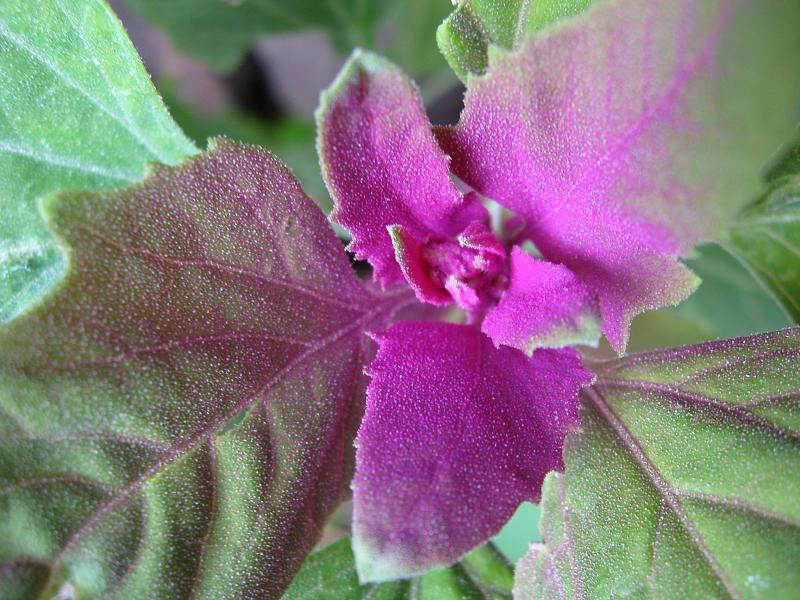
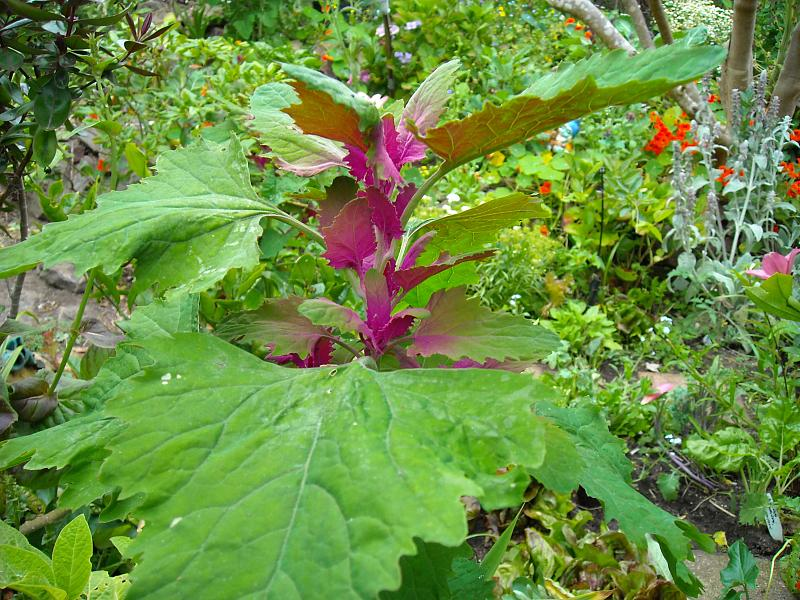